# Universitätsklinikum Hamburg-Eppendorf
Universitätsklinikum Hamburg-Eppendorf (do 2001 Universitätskrankenhaus Eppendorf) – wielospecjalistyczny szpital kliniczny Uniwersytetu Hamburskiego, znajdujący się w Hamburgu, w dzielnicy Eppendorf. Został założony w 1889 roku i jest obecnie jednym z największych szpitali w Niemczech. Licząc 14 400 pracowników w tym ok. 2900 lekarzy i naukowców jest jednym z największych pracodawców w Hamburgu. W skład szpitala wchodzi ok. 50 klinik specjalistycznych obejmujących łącznie 1730 łóżek szpitalnych. W rankingu „World’s Best Hospitals 2022” tygodnika Newsweek znajduje się wśród 50 najlepszych szpitali na świecie.

## Kliniki

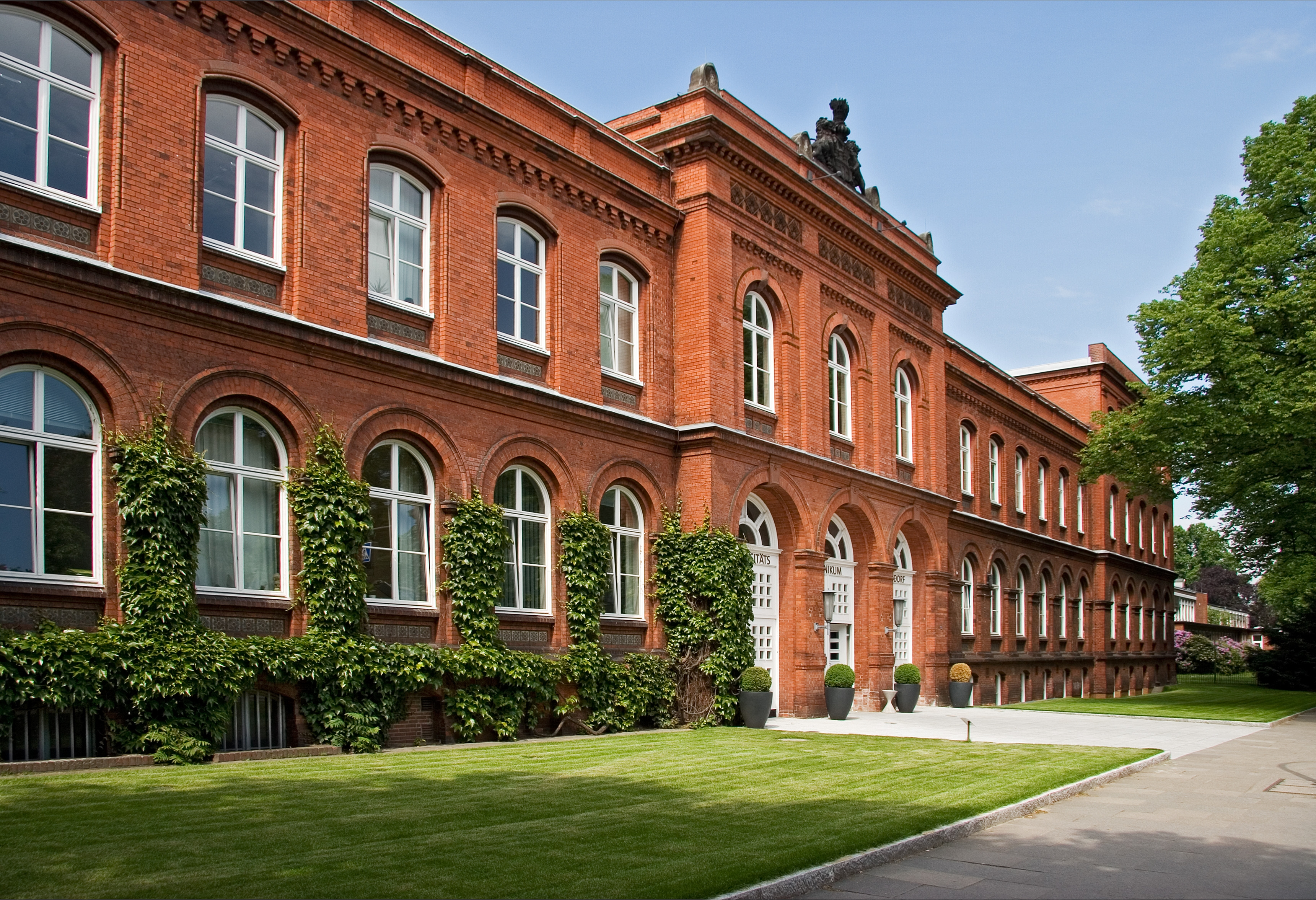
Budynek „O35”, przy którym mieściło się kiedyś wejście główne do szpitala, obecnie budynek administracyjny

Lista klinik na podstawie strony internetowej instytucji:
Centrum Anestezjologii i Intensywnej Terapii
- Klinika Anestezjologii
- Klinika Intensywnej Terapii

Centrum Położnictwa, Medycyny Dzieci i Młodzieży
- Klinika Położnictwa i Medycyny Prenatalnej
- Klinika Chirurgii Dziecięcej
- Klinika Medycyny Dzieci i Młodzieży
- Klinika Hematologii i Onkologii Dziecięcej

Centrum Medycyny Wewnętrznej
- Klinika Dermatologii i Wenerologii
- Klinika Gastroenterologii z Sekcją Chorób Zakaźnych i Tropikalnych (Klinika Internistyczna I)
- Klinika Nefrologii, Reumatologii i Endokrynologii (Klinika Internistyczna III)
- Klinika Psychosomatyki i Psychoterapii

Centrum Głowy i Chorób Układu Nerwowego
- Klinika Okulistyki
- Klinika Otorynolaryngologii
- Klinika Audiologii, Foniatrii i Lecznictwa Mowy
- Klinika Chirurgii Szczękowo-Twarzowej
- Klinika Neurochirurgii
- Klinika Neurologii

Centrum Onkologii
- Klinika Onkologii, Hematologii, Przeszczepów Szpiku Kostnego z Oddziałem Pulmonologii (Klinika Internistyczna II oraz Poliklinika)
- Klinika Przeszczepów Komórek Macierzystych
- Klinika Radioterapii i Radioonkologii

Centrum Leczenia Chirurgicznego
- Klinika Chirurgii Ogólnej, Wisceralnej i Torakochirurgii
- Klinika Ginekologii
- Klinika Traumatologii i Ortopedii
- Klinika Urologii
- Klinika Wisceralnej Chirurgii Transplantacyjnej

Centrum Medycyny Psychospołecznej
- Klinika Psychiatrii, Psychoterapii i Psychosomatyki Dzieci i Młodzieży
- Klinika Psychologii Medycznej
- Klinika Psychiatrii i Psychoterapii
- Klinika Seksuologii i Psychiatrii Sądowej

Centrum Radiologii i Endoskopii
- Klinika Radiologii Diagnostycznej i Interwencyjnej i Medycyny Nuklearnej
- Interdyscyplinarna Klinika Endoskopii
- Klinika Zabiegów i Diagnostyki Neuroradiologicznej

Uniwersyteckie Centrum Sercowo-Naczyniowe. UKE Hamburg GmbH. (Od 1 stycznia 2005 r. oddzielna jednostka lecznicza działająca przy UKE)
- Klinika Kardiologii
- Klinika Medycyny Naczyniowej
- Klinika Kardiochirurgii i Chirurgii Naczyniowej
- Klinika i Poliklinika Medycyny Serca u Dzieci oraz Dorosłych z Wrodzonymi Wadami Serca

Centrum Lecznictwa Zębów, Jamy Ustnej i Szczęk
- Klinika Ortodoncji
- Klinika Protetyki Stomatologicznej
- Klinika Parodontologii, Stomatologii Zapobiegawczej i Stomatologii Zachowawczej